# Agat

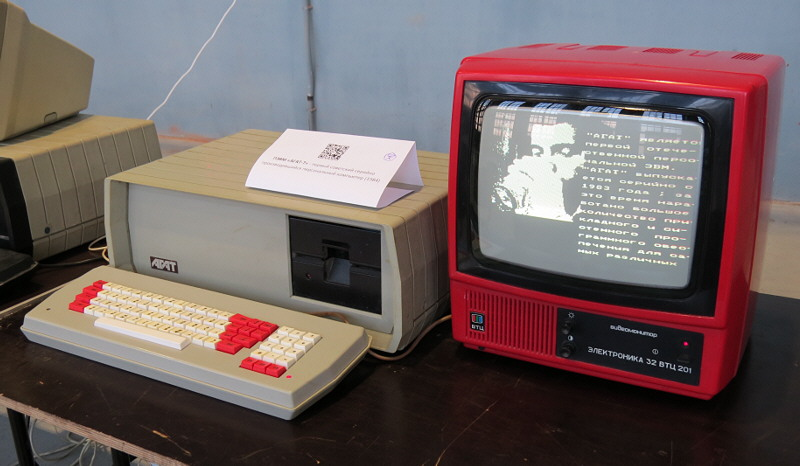
AGAT-7

（俄語，意思是瑪瑙）是第一种苏联制的一系列多用途8位元个人电脑。它基于Apple II+改造，研发期间为1981年至1983年，并于1984至1990年间生产。

## 技术参数
- 类型： 个人电脑
- 生产期间： 1984—1993年
- 中央处理器：8位元6502。
- 内存： 96—128K
- 操作系统：Apple DOS 3.3.